# Winnetka Challenger 1994
Il Winnetka Challenger 1994 è stato un torneo di tennis facente parte della categoria ATP Challenger Series nell'ambito dell'ATP Challenger Series 1994. Il torneo si è giocato a Winnetka negli Stati Uniti dal 25 al 31 luglio 1994 su campi in cemento.

## Vincitori

### Singolare
Vince Spadea ha battuto in finale  Cristiano Caratti con il punteggio di 6–1, 4–6, 7–5

### Doppio
Brian MacPhie /  David Witt hanno battuto in finale  Doug Flach /  Wade McGuire con il punteggio di 7–5, 6–2